# Petropedetes
Petropedetes is een geslacht van kikkers uit de familie Petropedetidae. De groep werd voor het eerst wetenschappelijk beschreven door Anton Reichenow in 1874.
Er zijn acht soorten, vroeger was het soortenaantal hoger maar verschillende soorten zijn aan andere geslachten toegekend. Alle vertegenwoordigers van het geslacht komen voor in delen van Afrika. Ze zijn te vinden in de landen Equatoriaal-Guinea, Ivoorkust, Kameroen, Kenia, Sierra Leone en Tanzania, mogelijk zijn er ook populaties in Oeganda.

## Soorten
Geslacht Petropedetes
- Soort Petropedetes cameronensis
- Soort Petropedetes euskircheni
- Soort Petropedetes johnstoni
- Soort Petropedetes juliawurstnerae
- Soort Petropedetes palmipes
- Soort Petropedetes parkeri
- Soort Petropedetes perreti
- Soort Petropedetes vulpiae

Arthroleptides · Ericabatrachus · Petropedetes